# Epeolus

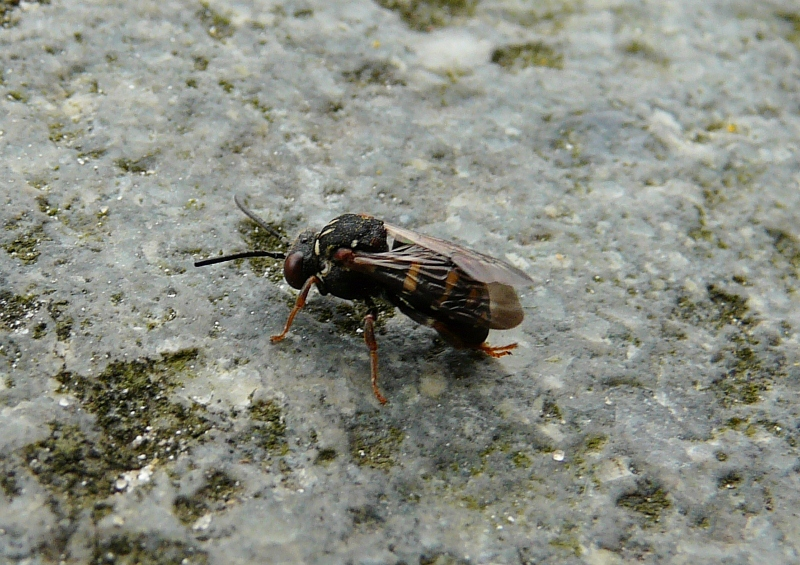
Epeolus tarsalis

Epeolus es un género de abejas parasíticas de la tribu Epeolini, subfamilia Nomadinae, familia Apidae.

## Biología
Las especies de Epeolus son de tamaño mediano, algunas con diseños de colores brillantes. Hay aproximadamente 100 especies distribuidas por todo el mundo. Todas las especies conocidas son cleptoparásitos de abejas del género Colletes. La hembra entra en el nido excavado en el suelo y deposita un huevo en una celdilla aun no cerrada. La larva de Epeolus consume el huevo de la abeja huésped y después se alimenta de las provisiones de polen y néctar. Las abejas Epeolus se encuentran frecuentemente en la vecindad de las agrupaciones de nidos de Colletes; también suelen visitar las mismas flores que usan sus abejas huéspedes. Las abejas Colletes forran sus nidos con celofán que segregan de las glándulas de Dufour como protección contra infecciones de hongo; las hembras de Epeolus tienen espinas al final del abdomen con las que hacen agujeros en forma de "u" que les permiten depositar un huevo entre las capas de celofán sin necesidad de recurrir a un adhesivo.

## Especies
Las siguientes especies están clasificadas en el género Epeolus:
- Epeolus ainsliei Crawford, 1932
- Epeolus alatus Friese, 1922
- Epeolus alpinus Friese, 1893
- Epeolus amabilis Gerstäcker, 1869
- Epeolus americanus (Cresson, 1878)
- Epeolus anticus (Walker, 1871)
- Epeolus arciferus Cockerell, 1924
- Epeolus asperatus Cockerell, 1909
- Epeolus asperrima (Moure, 1954)
- Epeolus assamensis Meade-Waldo, 1913
- Epeolus aureovestitus Dours, 1873
- Epeolus australis Mitchell, 1962
- Epeolus autumnalis Robertson, 1902
- Epeolus banksi (Cockerell, 1907)
- Epeolus barberiellus Cockerell, 1907
- Epeolus beulahensis Cockerell, 1904
- Epeolus bifasciatus Cresson, 1864
- Epeolus bischoffi (Mavromoustakis, 1954)
- Epeolus boliviensis Friese, 1908
- Epeolus caffer (Lepeletier, 1841)
- Epeolus canadensis Mitchell, 1962
- Epeolus carioca (Moure, 1954)
- Epeolus carolinus Mitchell, 1962
- Epeolus cestus Eardley, 1991
- Epeolus claripennis Friese, 1908
- Epeolus collaris Pérez, 1895
- Epeolus compactus Cresson, 1878
- Epeolus compar Alfken, 1937
- Epeolus coreanus Yasumatsu, 1933
- Epeolus corniculatus Bischoff, 1923
- Epeolus cruciger (Panzer, 1799)
- Epeolus crucis Cockerell, 1904
- Epeolus diodontus Cockerell, 1934
- Epeolus erigeronis Mitchell, 1962
- Epeolus fallax Morawitz, 1872
- Epeolus fasciatus Friese, 1895
- Epeolus fervidus Smith, 1879
- Epeolus flavociliatus Friese, 1899
- Epeolus flavofasciatus Smith, 1879
- Epeolus floridensis Mitchell, 1962
- Epeolus friesei Brauns, 1903
- Epeolus fulviventris Bischoff, 1923
- Epeolus fulvopilosus Cameron, 1902
- Epeolus fumipennis Say, 1837
- Epeolus gabrielis Cockerell, 1909
- Epeolus gianellii Gribodo, 1894
- Epeolus glabratus Cresson, 1878
- Epeolus hitei Cockerell, 1908
- Epeolus howardi Mitchell, 1962
- Epeolus humillimus Cockerell, 1918
- Epeolus ilicis Mitchell, 1962
- Epeolus intermedius Pérez, 1884
- Epeolus interruptus Robertson, 1900
- Epeolus ishikawai Tadauchi & Schwarz, 1999
- Epeolus japonicus Bischoff, 1930
- Epeolus julliani Pérez, 1884
- Epeolus kristenseni Friese, 1915
- Epeolus lanhami Mitchell, 1962
- Epeolus lectoides Robertson, 1901
- Epeolus lectus Cresson, 1878
- Epeolus luteipennis Friese, 1917
- Epeolus lutzi Cockerell, 1921
- Epeolus melectiformis Yasumatsu, 1938
- Epeolus melectimimus Cockerell & Sandhouse, 1924
- Epeolus mercatus Fabricius, 1804
- Epeolus mesillae (Cockerell, 1895)
- Epeolus minimus (Robertson, 1902)
- Epeolus minutus Radoszkowski, 1888
- Epeolus montanus (Cresson, 1878)
- Epeolus natalensis Smith, 1879
- Epeolus nigra (Michener, 1954)
- Epeolus novomexicanus Cockerell, 1912
- Epeolus odontothorax (Michener, 1954)
- Epeolus olympiellus Cockerell, 1904
- Epeolus peregrinus Cockerell, 1911
- Epeolus pictus Nylander, 1848
- Epeolus pilatei Cockerell, 1924
- Epeolus productulus Bischoff, 1930
- Epeolus productus Bischoff, 1930
- Epeolus pubescens Cockerell, 1937
- Epeolus pulchellus Cresson, 1865
- Epeolus pusillus Cresson, 1864
- Epeolus pygmaeorum Cockerell, 1932
- Epeolus rubrostictus Cockerell & Sandhouse, 1924
- Epeolus rufomaculatus Cockerell & Sandhouse, 1924
- Epeolus rufothoracicus Bischoff, 1923
- Epeolus rufulus Cockerell, 1941
- Epeolus rugosus Cockerell, 1949
- Epeolus schraderi (Michener, 1954)
- Epeolus schummeli Schilling, 1849
- Epeolus scutellaris Say, 1824
- Epeolus siculus Giordani Soika, 1944
- Epeolus sigillatus Alfken, 1930
- Epeolus tarsalis Morawitz, 1874
- Epeolus tibetanus Meade-Waldo, 1913
- Epeolus transitorius Eversmann, 1852
- Epeolus tristicolor Viereck, 1905
- Epeolus tristis Smith, 1854
- Epeolus tsushimensis Cockerell, 1926
- Epeolus variegatus (Linnaeus, 1758)
- Epeolus variolosus (Holmberg, 1886)
- Epeolus vernalis Mitchell, 1962
- Epeolus vinogradovi Popov, 1952
- Epeolus weemsi Mitchell, 1962
- Epeolus zonatus Smith, 1854